# 彼得羅多林斯凱
46°26′0″N 30°24′0″E / 46.43333°N 30.40000°E
彼得羅多林斯凱（烏克蘭語：Петродолинське）是位於烏克蘭西南部的村莊，由敖德萨州敖德萨区的大達利尼克市鎮負責管轄。該村始建於1805年，面積3.8平方公里，海拔高度28米，2001年人口3,118，人口密度每平方公里820.31人。